# Muhlenbergia sobolifera
Muhlenbergia sobolifera là một loài thực vật có hoa trong họ Hòa thảo. Loài này được (Muhl.) Trin. mô tả khoa học đầu tiên năm 1824.